# Eugeniusz Gabryelski
Eugeniusz Gabryelski (ur. 27 kwietnia 1928 w Sompolnie, zm. 1995 w Opolu) – polski nauczyciel fizyki, doktor nauk humanistycznych. 

## Życiorys
Od najmłodszych lat mieszkał z rodzicami i dwójką rodzeństwa w Kole. W tym mieście ukończył szkołę podstawową, a w 1949 roku zdał maturę w Liceum „Oświata”. Po napisaniu matury został nauczycielem w Szkole Podstawowej w Majdanach, rok później, po tragicznej śmierci ojca, przeniósł się do Szkoły Podstawowej nr 1 w Kole. W 1950 zdał także egzamin w Liceum Pedagogicznych w Rogoźnie, uzyskując dyplom nauczyciela szkół podstawowych.
W 1951 ukończył we Wrocławiu Kurs Przysposobienia Zawodowego Nauczycieli Szkół Średnich w zakresie fizyki i dzięki temu miał prawo do nauczania tego przedmiotu w szkołach ponadpodstawowych. W 1954 ukończył dwuletnie studium zaoczne na Wydziale Matematyczno-Fizycznym Wyższej Szkole Pedagogicznej w Gdańsku. W 1960 roku obronił tytuł magistra fizyki na Wyższej Szkole Pedagogicznej w Opolu. W latach 1963–1964 był stypendystą rządu amerykańskiego i przebywał na uczelniach w USA. W 1974 roku w Instytucie Badań Pedagogicznych został doktorem nauk humanistycznych.
Od 1951 roku uczył w I Liceum Pedagogicznym we Wrocławiu, a od 1952 związał się jednocześnie z Wojewódzkim Ośrodkiem Doskonalenia Kadr Oświatowych w Opolu. W 1954 roku na stałe przeniósł się do Opola i został kierownikiem Sekcji Fizyki tego ośrodka. Od 1958 do 1960 roku był zatrudniony w Wojewódzkim Ognisku Metodycznym i kierował doskonaleniem nauczycieli fizyki. Po likwidacji tej placówki w 1960 objął stanowisko kierownika Sekcji Fizyki w Okręgowym Ośrodku Metodycznym w Opolu. Od 1973 roku pracował w Instytucie Kształcenia Nauczycieli i Badań Oświatowych w Opolu, od 1976 roku jako adiunkt sprawował funkcję kierownika Zakładu Informacji Naukowej.
Był także aktywnym działaczem Stronnictwa Demokratycznego na szczeblu miejskim i wojewódzkim. Został wyróżniony tytułem Zasłużonego Działacza Stronnictwa Demokratycznego.
W 1951 roku zawarł związek małżeński z Marią Gruszecką.

## Publikacje
Był autorem ponad 60 opracowań i 11 prac zwartych. Publikował artykuły m.in. w pismach „Oświata i Wychowanie”, „Nowa Szkoła” czy „Fizyka w Szkole”. W 1970 roku za opracowanie „Sprawdziany z fizyki” zdobył I nagrodę na Ogólnopolskim Konkursie Odczytów Pedagogicznych. Od 1971 współpracował z Ministerstwem Zdrowia i Opieki Społecznej, był autorem i redaktorem m.in. opracowania „Metody testowego sprawdzania wiedzy kandydatów i studentów Akademii Medycznych”.
Wybrane publikacje: 
- „Elementy radiotechniki” (PZSW, 1960 i 1962)
- „Nauczanie elementów radiotechniki” (PZSW, 1964)
- „Fizyka dla klasy I liceum i technikum” (PZSW i WSiP, 23 wydania od 1967)
- „Seria testów z fizyki dla klasy I liceum i technikum” (WSiP, 1975)
- „Seria testów z fizyki dla klasy II liceum i technikum” (WSiP, 1981)
- „Metodyka nauczania fizyki” (praca zbiorowa, WSiP, 1974)

## Odznaczenia
Został odznaczony następującymi odznaczeniami:
- Krzyż Kawalerski Orderu Odrodzenia Polski
- Złoty Krzyż Zasługi
- Srebrny Krzyż Zasługi
- Medal Komisji Edukacji Narodowej